# Аравийский ринекант
Аравийский ринекант (лат. Rhinecanthus assasi) — вид лучепёрых рыб из семейства спинороговых. Встречается только в Красном море и Персидском заливе. Максимальная длина тела 30 сантиметров, окраска тёмная сверху и белая снизу, с голубыми полосами между глазами и под ними. Питается морскими ежами, ракообразными и прочими беспозвоночными.